# Cryphonectria parasitica
Espèce
Cryphonectria parasitica est une espèce de champignons  de la famille des Cryphonectriaceae (classe des Sordariomycetes), originaire d'Asie orientale. Ce champignon parasite phytopathogène est l'agent du chancre du châtaignier ou chancre de l'écorce. Sa forme imparfaite (stade conidien) est Endothia parasitica. La gamme d'hôtes comprend essentiellement les arbres du genre Castanea mais également Quercus, Acer, Carya ovata, Chrysolepis chrysophylla et Rhus typhina. C'est une espèce envahissante en Europe et en Amérique du Nord.

## Synonymes
Selon Catalogue of Life (13 octobre 2015) : 	
- Diaporthe parasitica Murrill 1906
- Endothia gyrosa var. parasitica (Murrill) Clinton 1907
- Endothia parasitica (Murrill) P.J. Anderson & H.W. Anderson 1912
- Valsonectria parasitica (Murrill) Rehm 1907

## Biologie
Cryphonectria parasitica se conserve sous l'écorce sous forme d'amas de filaments mycéliens. Se comportant en parasite, il provoque par son développement la mort des tissus. Les chancres produisent deux types de spores dans des stromas (ponctuations orange visibles sur les chancres) pouvant servir d’inoculum : les conidies (formes asexuée) produites dans les pycnides et les ascospores (forme sexuée) formées dans les périthèces. Les spores se disséminent par le vent, et peuvent contaminer d'autres arbres par les fentes naturelles de l'écorce ou par des blessures.
C'est un champignon visé par la règlementation phytosanitaire. Dans l'Union européenne, Cryphonectria parasitica est considéré comme un organisme de quarantaine.

## Méthodes de lutte
Hormis l’élagage et le curetage, le seul moyen de lutte utilisée actuellement contre le chancre du châtaignier est la lutte biologique mise au point dans les années 1970.
Il consiste à utiliser des souches dites « hypovirulentes » car virosées et donc très peu agressives. Ces souches ne parviennent pas à franchir les barrières mises en place par le châtaignier en réaction à l’infection et par conséquent à nécroser profondément les tissus corticaux. Virosées, elles contaminent les souches saines présentes sur l'arbre et les affaiblissent ainsi jusqu'à les rendre elles aussi inoffensives.
Lors des traitements effectués dans le cadre de la lutte biologique, un mélange de souches hypovirulentes est appliquée autour d’un chancre actif ; des trous, dans lesquels le produit est introduit, sont réalisés à l’emporte-pièce, à cheval sur la partie saine et la partie chancreuse, tous les 2 à 3 cm.
Le produit de traitement est constitué d’un mélange de souches hypovirulentes, conditionné dans un tube qui doit être conservé au froid et utilisé dans l’année. Pour que le traitement soit efficace, il est nécessaire qu’il soit adapté, c’est-à-dire que les souches hypovirulentes qu’il contient soient compatibles avec les souches virulentes qui ont causé le chancre. Celles-ci peuvent ainsi être converties en souches hypovirulentes et le chancre peut alors se cicatriser. Il existe en effet plusieurs mélanges spécifiques à chaque région castanéicole ayant réalisé une « cartographie des souches d’endothia » dans le but d’identifier le mélange le mieux adapté.

## Distribution
L'aire de répartition originelle de Cryphonectria parasitica est limitée à certaines régions d'Extrême-Orient : Chine, Japon, Corée, Taiwan, où elle infecte des espèces de châtaigniers qui ont coévolué avec elle et qui sont donc peu affectées.
L'espèce est aujourd'hui aussi présente dans la plupart des pays d'Europe et dans la partie orientale des États-Unis. Elle a également été signalée avec une distribution restreinte en Inde, en Turquie et en Tunisie, ainsi qu'au Canada et en Australie (Victoria),.